# Boxedommeren
Boxedommeren er en bog skrevet af Georg Antonius Brustad og udgivet i 1922 af 
A/S Idrætsliv. Bogen beskriver en dommers opgaver, pligter og betydning. Den giver en indsigt i pointberegningen og kampbedømmelsen. I tillæg indeholder bogen et uddrag af Norges boxeforbunds «Regler for Boxing».

## Indholdsfortegnelse
- Indledning
- Dommerhvervet I
- Dommerhvervet II
- Kampbedømmelsen
- Pointsgivning
- Forsvar, (parade) og forsvarsboxing
- Clinch
- Stilbedømmelse
- Forbudte slag og handlinger
- Faser av bedømmelse
- Tvilsspørsmaal om ekstrarunde
- Situationsbedømmelse
- Bedømmelse som helhet
- «Regler for Boxing»